# 埼玉県長瀞総合射撃場
埼玉県長瀞総合射撃場（さいたまけんながとろそうごうしゃげきじょう）は、埼玉県秩父郡長瀞町にあるライフル射撃場。国のナショナルトレーニングセンターの競技別強化拠点に指定されている。全日本ライフル射撃競技選手権大会会場。

## 概要
埼玉県内唯一の公営ライフル射撃場。大口径射場15射台、小口径射場は50射台、空気銃射場は51射台ある。かつて1964年の東京オリンピックの際は所沢市に所沢クレー射撃場が設置されたが、大会後撤去されていた。1994年（平成6年）に長瀞町に公営射撃場が建設された。ロンドンオリンピックに向けて2009年度に射撃の競技別強化拠点として指定された。また、東京都内には実弾を用いる射撃場が無いため、東京都夏季大口径射撃大会などは当施設で開催されている。また、2013年（平成25年）の第68回国民体育大会（東京国体）でも会場として使用されている。

## 所在地
- 埼玉県秩父郡長瀞町大字野上下郷2395-1
- 休業日：毎週月曜日及び11月から3月までの第2、第4火曜日（但し、休業日が祝日に当たる場合はその翌日）

## アクセス
- 関東地方から：関越自動車道花園ICから国道140号で秩父方面に約17 km
- 山梨県から：雁坂トンネルから国道140号で長瀞方面へ約63 km